# 매그놀리아 네트워크

예전 이름인 DIY 네트워크의 로고

매그놀리아 네트워크(Magnolia Network)는 미국 텍사스에 본사가 있는 미국의 케이블 텔레비전 방송국이다. 1999년에 DIY 네트워크로 개국되고, 2022년 1월 5일에 현재의 이름으로 바뀌었다. DIY를 전문으로 하며, 버라이즌 FiOS와 DirecTV 등에서 송출된다.

## 대한민국
2000년에 DIY 채널의 개국하여, 2003년에 시청률이 면치 못하고 중복 사업의 인해 폐국하였다. 이후에는 XTM이 되었다.